# Aphrodite (album)
Aphrodite je jedanaesti studijski album australske pjevačice Kylie Minogue. To je njen prvi studijski album u tri godine, nakon albuma X iz 2007. godine. Album Aphrodite najavljen je singlom "All the Lovers" i objavljen u srpnju 2010. godine diljem svijeta.
Album je debitirao na prvom mjestu na britanskoj ljestvici, istog tjedna kad je Minoguein debitantski album, Kylie, debitirao prije 22 godine 1988. godine. To je njen peti album koji je dospio na prvo mjesto britanske ljestvice. Minogue je jedina ženska izvođačica koja je uspjela 4 uzastopna desetljeća (1980-ih, 1990-ih, 2000-ih i 2010-ih) imati album na vrhu britanske ljestvice.

## Pozadina
Minougueina diskografska kuća Parlophone opisala je album kao Minogueinu proslavu njenih korijena na plesnom podiju i najavila ga je 20. travnja 2010. godine kratkim isječkom s nadolazećeg singla na Minogueinoj službenoj web stranici izazivajući joj trenutni pad zbog prevelike posjećenosti. "All the Lovers" bila je jedna od zadnjih pjesama napisanih za album, ali je odmah izabrana za najavni singl. Minogue je o najavnom singlu rekla da je dok ga je snimala znala da mora biit prvi singl jer savršeno sažima euforiju albuma.
Album Aphrodite ima Stuarta Pricea kao glavnog producenta; dok su za tekstopisce navedeni Minogue, Stuart Price, Calvin Harris, Jake Shears, Nerina Pallot, Lucas Secon, Tim Rice-Oxley iz sastava Keane i Kish Mauve. Price je uključen u rad na albumu nakon sastanka s Minogue u New Yorku kasne 2009. godine; njegova uloga u stvaranju albuma bila je uspostavljanje razine njegovog kvaliteta koju je postizao birajući najbolje pjesme, miksajući ih i slažući ih u prirodan red. Na albumu nema balada, nekoliko ih je snimljeno, ali nisu uključene u njega, a možda će izaći na vidjelo u budućnosti. Jednu pjesmu s albuma, "Better than Today", Minogue je izvodila na svojoj sjevernoameričkoj koncertnoj turneji For You For Me Tour prije snimanja projekta Aphrodite.
Stuart Price opisao je album riječima:

## Produkcija
Minogue je u intervjuu za britansku glazbenu web stranicu Popjustice govorila o inspiraciji da počne snimati album
Kad su je pitali ako bi Aphrodite bio njen zadnji album, da li bi bio dobar oproštajni album, Minogue je odgovorila:
Drugi singl s albuma, pjesmu "Get Outta My Way" napisali su Lucas Secon, Cutfather i Damon Sharpe. U intervjuu s HitQuarters, Secon je opisao pjesmu kao "sexy elektro disko s nešto pametnog teksta i stvarno privlačnim melodijama." Rekao je da pjesma nije napisana konkretno nekom izvođaču, te da su je četiri izvođača htjeli za svoje prve singlove prije nego što je predana Minogue.
U intervjuu za BlackBook Magazine, Minogue je rekla o Aphrodite:

## Objavljivanje i promocija
Minogue je izvodila najavni singl, "All the Lovers", prvi put uživo na dodjeli Wind Music Awards u Veroni u Italiji 29. svibnja 2010. godine. 4. lipnja 2010. godine pojavila se na The Today Show kad se spot za "All the Lovers" prvi put puštao u SAD-u. Također, izvodila je "All the Lovers" u finalnoj emisiji Germany's Next Topmodel 10. lipnja 2010. godine.

## Popis pjesama
Službeni popis pjesama i impresum potvrđeni su na Minogueinoj službenoj stranici i od Popjustice-a 14. svibnja 2010. godine.
| Br. | Skladba                                | Tekstopisac                                                                   | Producent(i)                                                                           | Trajanje |
| --- | -------------------------------------- | ----------------------------------------------------------------------------- | -------------------------------------------------------------------------------------- | -------- |
| 1.  | »All the Lovers«                       | Jim Eliot, Mirna Stilwell                                                     | Jim Eliot, Stuart Price^                                                               | 3:22     |
| 2.  | »Get Outta My Way«                     | Mich Hansen, Lucas Secon, Damon Sharpe, Peter Wallevik, Daniel Davidsen       | Cutfather, Peter Wallevik, Daniel Davidsen, Damon Sharpe*, Lucas Secon*, Stuart Price* | 3:38     |
| 3.  | »Put Your Hands Up (If You Feel Love)« | Finlay Dow-Smith, Miriam Nervo, Olivia Nervo                                  | Starsmith, Stuart Price*                                                               | 3:37     |
| 4.  | »Closer«                               | Price, Beatrice Hatherley                                                     | Stuart Price                                                                           | 3:09     |
| 5.  | »Everything Is Beautiful«              | Fraser T. Smith, Tim Rice-Oxley                                               | Fraser T. Smith                                                                        | 3:25     |
| 6.  | »Aphrodite«                            | Nerina Pallot, Andy Chatterley                                                | Nerina Pallot, Andy Chatterley, Stuart Price^                                          | 3:45     |
| 7.  | »Illusion«                             | Kylie Minogue, Price                                                          | Stuart Price                                                                           | 3:21     |
| 8.  | »Better than Today«                    | Pallot, Chatterley                                                            | Nerina Pallot, Andy Chatterley, Stuart Price^                                          | 3:25     |
| 9.  | »Too Much«                             | Minogue, Calvin Harris, Jake Shears                                           | Calvin Harris                                                                          | 3:16     |
| 10. | »Cupid Boy«                            | Sebastian Ingrosso, Magnus Lidehall, Nick Clow, Luciana Caporaso              | Stuart Price, Sebastian Ingrosso, Magnus Lidehall                                      | 4:26     |
| 11. | »Looking for an Angel«                 | Minogue, Price                                                                | Stuart Price                                                                           | 3:49     |
| 12. | »Can't Beat the Feeling«               | Hannah Robinson, Pascal Gabriel, Borge Fjordheim, Matt Prime, Richard Philips | Stuart Price, Pascal Gabriel, Borge Fjordheim                                          | 4:09     |

| 13. | »Heartstrings« | Miranda Cooper, Brian Higgins, Matt Gray, Jason Resch, Kieran Jones, Gerard O'Connell, Jaxon Bellina | 3:16 |

| 13. | »Mighty Rivers« | Cooper, Higgins, Carla Marie Williams, Resch, O'Connell, Bellina, Tim Deal | 4:02 |

| 13. | »Go Hard or Go Home« | Cutfather, Thomas Sardorf, Daniel Davidsen, Sharpe*, Secon* | 3:42 |

(^) Dodatna produkcija

(*) Pomoćni producent
Posebno DVD izdanje
- Stvaranje spota za "All the Lovers"
- Neviđene snimke s For You, for Me Tour ("White Diamond Theme", "White Diamond", "Confide in Me", "I Believe in You")
- Iza pozornice snimanja fotografija za Aphrodite i galerija fotografija
- Naljepnica s kodom za ekskluzivni pristup intervjuu s Kylie o Aphrodite

## Singlovi

### "All the Lovers"
"All the Lovers" je najavni singl za album, što je službeno potvrđeno. Službena premijera bila je na radiju BBC Radio 1 14. svibnja 2010. godine. Minogue je na svom službenom Twitteru potvrdila da je spot za pjesmu snimljen pod redateljskom palicom Josepha Kahna u Los Angelesu. Singl će biti objavljen u digitalnom formatu 13. lipnja a kao CD singl 28. lipnja 2010. godine.

### "Get Outta My Way"
Britanski glazbeni časopis Music Week potvrdio je da će pjesma "Get Outta My Way" biti objavljena kao drugi singl s albuma u rujnu 2010. godine.

## Top ljestvice
| Top ljestvica (2010.)                 | Najviša pozicija |
| ------------------------------------- | ---------------- |
| Australija                            | 2                |
| Australija                            | 3                |
| Belgija (Flandrija)                   | 4                |
| Belgija (Valonija)                    | 3                |
| Kanada                                | 8                |
| Češka                                 | 5                |
| Danska                                | 21               |
| Nizozemska                            | 4                |
| Europa                                | 1                |
| Finska                                | 22               |
| Francuska                             | 3                |
| Njemačka                              | 3                |
| Grčka                                 | 1                |
| Mađarska                              | 18               |
| Irska                                 | 5                |
| Italija                               | 9                |
| Japan                                 | 28               |
| Meksiko                               | 22               |
| Novi Zeland                           | 11               |
| Pollska                               | 6                |
| Škotska                               | 1                |
| Španjolska                            | 2                |
| Švedska                               | 9                |
| Švicarska                             | 2                |
| Ujedinjeno Kraljevstvo                | 1                |
| SAD Billboard 200                     | 19               |
| SAD Billboard Dance/Electronic Albums | 2                |

| Država                 | Izdavač | Certifikacija |
| ---------------------- | ------- | ------------- |
| Australija             | ARIA    | zlatna        |
| Ujedinjeno Kraljevstvo | BPI     | zlatna        |

## Povijest objavljivanja
| Regija                 | Datum            | Izdavač         | Format                                           |
| ---------------------- | ---------------- | --------------- | ------------------------------------------------ |
| Japan                  | 30. lipnja 2010. | EMI             | CD, CD + DVD (deluxe izdanje) digitalni download |
| Australija             | 2. lipnja 2010.  | Warner Music    | CD, CD + DVD (deluxe izdanje) digitalni download |
| Njemačka               | 2. lipnja 2010.  | EMI             | CD, CD + DVD (deluxe izdanje) digitalni download |
| Nizozemska             | 2. lipnja 2010.  | EMI             | CD, CD + DVD (deluxe izdanje) digitalni download |
| Švicarska              | 2. lipnja 2010.  | EMI             | CD, CD + DVD (deluxe izdanje) digitalni download |
| Austrija               | 2. lipnja 2010.  | EMI             | CD, CD + DVD (deluxe izdanje) digitalni download |
| Ujedinjeno Kraljevstvo | 5. lipnja 2010.  | Parlophone      | CD, CD + DVD (deluxe izdanje) digitalni download |
| Meksiko                | 5. lipnja 2010.  | EMI             | CD, CD + DVD (deluxe izdanje) digitalni download |
| Brazil                 | 5. lipnja 2010.  | EMI             | CD, CD + DVD (deluxe izdanje) digitalni download |
| Francuska              | 5. lipnja 2010.  | EMI             | CD, CD + DVD (deluxe izdanje) digitalni download |
| Danska                 | 5. lipnja 2010.  | EMI             | CD, CD + DVD (deluxe izdanje) digitalni download |
| SAD                    | 6. lipnja 2010.  | Capitol Records | CD, CD + DVD (deluxe izdanje) digitalni download |
| Kanada                 | 6. lipnja 2010.  | EMI             | CD, CD + DVD (deluxe izdanje) digitalni download |
| Španjolska             | 6. lipnja 2010.  | EMI             | CD, CD + DVD (deluxe izdanje) digitalni download |

## Vanjske poveznice
- Kylie Minogue: Mighty Aphrodite — intervju s Kylie Minogue u časopisu BlackBook Magazine
- Kylie Minogue: Special K — intervju s Kylie Minogue u časopisu Billboard
- Kylie Minogue: I am still so lucky  Arhivirana inačica izvorne stranice od 15. lipnja 2011. (Wayback Machine) — intervju s Kylie Minogue u novinama The Times
- Kylie Minogue: Crazy for Kylie! — intervju s Kylie Minogue u časopisu Out
- Singer Kylie Minogue survives and thrives  Arhivirana inačica izvorne stranice od 21. listopada 2012. (Wayback Machine) — intervju s Kylie Minogue na CNN-u